# Fredede og Bevaringsværdige Bygninger
Fredede og Bevaringsværdige Bygninger (FBB) er en offentlig database over fredede bygninger i Danmark. 
Det er en af de fire nationale kulturarvsdatabaser under Slots- og Kulturstyrelsen.
Databasen indeholder information om cirka 9.000 fredede bygninger.
Derudover findes information om cirka 4 millioner bygninger stammende fra Bygnings- og Boligregistret og vurdering af cirka 355.000 bygningers bevaringsværdi.